# Новосельці (Медновське сільське поселення)
Новосельці (рос. Новосельцы) — присілок в Калінінському районі Тверської області Російської Федерації.
Населення становить 6 осіб. Входить до складу муніципального утворення Медновське сільське поселення.

## Історія
Від 2005 року входить до складу муніципального утворення Медновське сільське поселення.

## Населення
| 2008 | 2010 |
| ---- | ---- |
| 1    | ↗6   |